# Nadine Magloire
Nadine Magloire   (Port-au-Prince, 10 de febrer de 1932 - 25 de desembre de 2021) és un escriptora haitiano-canadenca.
Filla del periodista Jean Magloire i de la compositora i pianista Carmen Brouard, va néixer a Port-au-Prince i es va formar a la Institució "Sainte Rose de Lima". Magloire va continuar la seva formació al "Collège International Marie de France", a Mont-real (Canadà). Magloire també va cursar cursos de correspondència en periodisme. El 1955, es va traslladar a París per cursar estudis al "Centre d'Etudes de Radiodiffusió i Télévision". Al seu retorn a Port-au-Prince, va estudiar a l'École normale supérieure.
El 1968 va publicar la novel·la Le mal de vivre, considerada com el primer llibre feminista publicat a Haití. Mirar la sexualitat des d'una perspectiva feminista, va ser controvertit per la seva època. Un intercanvi de cartes entre Magloire i Simone de Beauvoir va seguir la publicació d'aquest llibre. El 1975 va organitzar una exposició de dones artistes a l'"Institut Français" de Port-au-Prince. De març de 1978 a març de 1979, va publicar una revista cultural "Le fil d'Ariane". El 1979, després de passar un temps a Haití i a l'estranger, sovint al Canadà, es va establir a Mont-real.

## Treballs seleccionats
- Autopsie in vivo: le sexe mythique, novel·la (1975)
- Autopsie in vivo, novel·la (2009)
- Autopsie in vivo (la suite), novel·la (2010)